# Křížová cesta (Jiříkov)
Křížová cesta v Jiříkově na Děčínsku se nachází v centru obce u kostela svatého Jiří. Byla vystavěna podél ohradní zdi bývalého hřbitova. Je v pořadí pátou křížovou cestou ze čtrnácti ve Šluknovském výběžku.

## Historie
Křížová cesta z let 1817–1826 je tvořena čtrnácti sloupky zastavení. Byla založena nadací občanů Jiříkova. Pravidla pro zakládání křížových cest ukládala povinnost sepsat a uložit dokument o zřízení křížové cesty, aby i „pozdější lidé o náležitém zřízení přesvědčeni býti mohli“. Pro její stavbu bylo vybráno místo u ohradní zdi kostela svatého Jiří.
V roce 2005 byla křížová cesta obnovena Římskokatolickou farností Jiříkov. Výklenky jednotlivých sloupků zastavení byly osazeny reprodukcemi obrazů pátera Siegera Ködera, kněze z Ellwangen v Německu. Moderně pojaté obrazy znázorňují 14 tradičních výjevů křížové cesty. Po této obnově byla Křížová cesta vysvěcena 22. 5. 2005 jiříkovským farářem P. Pavlem Tichým.
Soubor čtrnácti zastavení Křížové cesty je chráněn jako nemovitá Kulturní památka České republiky.